# Migmatiet

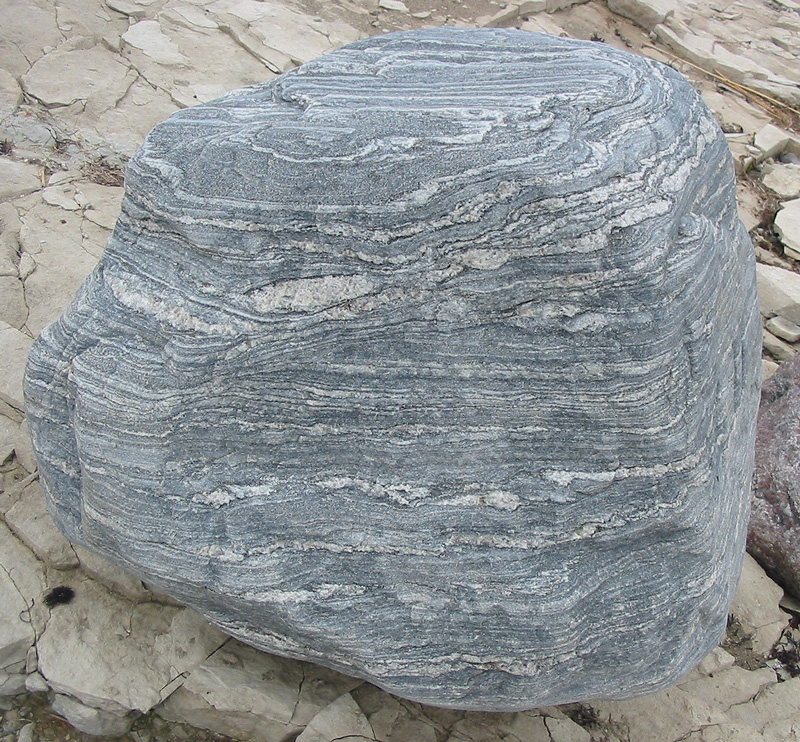
Migmatitische gneis aan de kust van Saaremaa (Estland). De lichtgekleurde banden bestaan uit granitische smelt.

Een migmatiet (ook wel anatexiet) is een hooggradig metamorf gesteente dat uit donkere (melanosoom) en lichte (leucosoom) gedeelten bestaat.
De scheiding tussen deze donkere en lichte gedeelten ontstaat door partieel smelten of metamorfe differentiatie onder extreme metamorfe omstandigheden. Migmatieten kunnen zowel kenmerken van metamorf gesteente als stollingsgesteente hebben.

## Uiterlijk
Migmatieten bestaan per definitie uit leucosoom (lichte gedeelten) en melanosoom (donkere gedeelten). In veel gevallen zijn ook gedeelten te onderscheiden die tussen deze twee uitersten in zitten, deze worden mesosoom genoemd. In vrijwel alle gevallen bestaat het leucosoom uit de lichte mineralen veldspaat en kwarts, soms aangevuld met andere mineralen. Het melanosoom kan uit verschillende donkere mineralen bestaan, waaronder amfibolen, pyroxenen en donkere mica's. Het mesosoom bestaat uit een combinatie van de donkere en lichte mineralen.
De melanosome en mesosome gedeelten hebben daarnaast meestal een hooggradig metamorf uiterlijk met een duidelijke foliatie zoals ook in gneissen voorkomt. In het leucosoom is niet altijd sprake van een duidelijke foliatie.

## Vorming
Migmatieten ontstaan zowel door partieel smelten als door metamorfe differentiatie waarbij het gesteente helemaal in de vaste fase blijft.

### Partieel smelten
Volgens de Bowen-reactiereeks zijn de mineraalcomponenten in gesteente met het laagste smeltpunt de lichtgekleurde felsische mineralen kwarts en veldspaat. Een migmatiet is meestal niet warm of diep genoeg geweest om andere componenten ook te laten smelten, hoewel in sommige gevallen (afhankelijk van de chemische samenstelling van het gesteente) ook andere mineralen in de smelt kunnen treden. 
Bij partieel smelten van andesiet (gesteente met de gemiddelde samenstelling van de korst), peliet of andere gesteenten met hoge concentraties silica en alkali's zoals sommige amfibolieten kan een partiële smelt ontstaan met de compositie van haplograniet (kwarts en veldspaat). Dit proces wordt anatexis genoemd en vindt onder oppervlakteomstandigheden plaats rond de 1000 °C. Bij een druk van 0,5 GPa (in de aardkorst is dit op ongeveer 17 km diepte) is de solidus van met water verzadigde gesteenten gezakt tot rond de 650 °C. Als geen H2O (als component) in het gesteente aanwezig is kan de solidus echter hoger liggen. De metamorfe facies waarbij deze druk- en temperatuuromstandigheden voorkomen is de granuliet-facies.
In een door partieel smelten ontstane migmatiet zijn de smelt, het residu en de protoliet naast elkaar te zien. Uiterlijk is een duidelijke verdeling in lichtgekleurde delen (veldspaat, kwarts en eventueel andere mineralen) en donkere gedeelten (vooral biotiet, pyroxeen en amfibool) te maken. De lichtgekleurde gedeelten bestaan uit de gekristalliseerde smeltlichamen; de donkere gedeelten bestaan uit de mineralen die pas bij een hogere temperatuur smelten. Gedeelten van het gesteente waar geen partieel smelten heeft plaatsgevonden worden paleosoom genoemd, deze gedeelten representeren de protoliet.
Vaak is bij het partieel smelten het totale volume van smeltlichamen in het gesteente te klein gebleven om door de druk gedreven omhoog te gaan bewegen als magma. In zulke gevallen zijn leucosoom en melanosoom naast elkaar te vinden.

## Voorkomen
Migmatieten komen meestal voor in hooggradig metamorfe terreinen, waar vaak een geleidelijke overgang te zien is van ongedifferentieerd metamorf gesteente naar migmatieten (differentiatie of kleinschalig opsmelten) naar gesteenten waarin de smelt grote lichamen (zogenaamde pegmatieten of granieten) vormt die compleet van hun protoliet zijn gescheiden.